# Японсько-американські відносини
Японсько-американські відносини (яп. 日米関係 Nichibeikankei; англ. Japan–United States relations) - це відносини між Сполученими Штатами Америки та Японією. Відносини розпочались наприкінці 18-го, на початку 19-го століть.
Після Другої світової війни прийнято японсько-американський договір безпеки (Japan-United States Securely Treaty) (1951).
У 1960 країни підписали договір про співпрацю і гарантії безпеки. Він замістив договір безпеки 1951, а також низку інших угод. Згідно з новим договором США отримали від Японії підтвердження права мати на японській території свої збройні сили і бази. Було також підписано Згоду про засоби обслуговування, території і статус збройних сил США у Японії. Новий договір було укладено фактично на невизначений термін, оскільки він не потребував формального продовження.

## Окупація Японії
Протягом 1850—1905, від часу «відкриття Японії» комдором Меттью Перрі до кінця японсько-російської війни, японсько-американські стосунки мали переважно дружній характер. Проте в ході зростання політичної ваги Японії у Східній Азії та Тихоокеанському регіоні, США стало вбачати у ній суперника. Конфлікт інтересів обох сторін досяг апогею під час японсько-китайської війни. 1941 року Японія і США вступили у війну на Тихому океані, яка закінчилася поразкою першої.
Під час окупації Японії військами США, окупаційна влада провела демілітаризацію Японії, здійснила ротацію політичних і освітніх кадрів, покарала верхівку Японської імперії, розвалила традиційну систему землеволодіння, реалізувала курс на лібералізацію, пацифікацію і демократизацію японського суспільства. 1946 за вказівкою США була прийнята нова Конституція Японії, що набула чинності від 3 травня наступного року. В ній проголошувалася ліквідація усіх японських збройних формувань і відмова від війни як зовнішньополітичного засобу.
В ході наростання протистояння між США і соціалістичними державами під час Китайської революції 1949 року та спалаху Корейської війни в 1950 році, американська окупаційна влада вирішила перетворити Японію на передовий антикомуністичний форпост Холодної війни. США відмовилися від руйнації японських промислових корпорацій і сприяли переходу Японії до ринкової економіки. Оскільки тотальна демократизація загрожувала зростанням робітничого руху і радикалізацією суспільства, американці передали керівництво країною консерваторам, попередньо очистивши державний апарат від прокомуністичних елементів.